# Найджъл Кенеди
Найджъл Кенеди (на английски: Nigel Kennedy) (р. 1956) е английски цигулар и виолист. Учи в училището на Йехуди Менухин.
Кенеди има известен принос към популяризирането на класическата музика най-вече сред младежта. Той още е изпълнявал и записвал повечето от големите концерти за цигулка.
Найджъл Кенеди е известен с това, че по своите концерти често се появява с блуза на английския футболен клуб „Астън Вила“.